# Karl-Heinz Thielen
Karl-Heinz Thielen (født 2. april 1940 i Ariendorf, Tyskland) er en tysk tidligere fodboldspiller (angriber/forsvarer).
Thielen spillede 14 sæsoner hos FC Köln. Her spillede han næsten 300 ligakampe og var med til at vinde både det tyske mesterskab og DFB-Pokalen.
Thielen spillede desuden to kampe for Vesttysklands landshold, to venskabskampe mod henholdsvis Tjekkoslovakiet og England.

## Titler
Bundesligaen
- 1964 FC Köln

DFB-Pokal
- 1968 med FC Köln